# Сант-Аполлониа
Сант-Аполлониа, Монастырь Святой Аполлонии (итал. Sant'Apollonia) — бывший бенедиктинский монастырь в Италии, основанный в 1339 году в историческом центре Флоренции, между улицами Сан-Галло и улицей XXVII апреля. После окончательного закрытия монастыря в 1866 году его постройки использовали в самых разных целях. В истории культуры монастырь известен фреской художника итальянского Возрождения Андреа дель Кастаньо «Тайная вечеря» (1447).

## История
Камальдольский женский монастырь Святой Аполлонии был основан в 1339 году Пьеро ди Сер Мино, жителем Сан-Симоне, как записано в учредительном акте, хранящемся в Государственном архиве Флоренции. Между 1440 и 1441 годами к монастырю были присоединены аббатство Санта-Мария-а-Мантиньяно и Оспедале Сан-Пьетро-а-Порта-Пинти. По этому случаю игуменья Чечилия Донати попросила папу Евгения IV разрешить провести работы по расширению комплекса сооружений. После чего появился кьостро (двор монастыря), а трапезная была увеличена и превратились в большую прямоугольную комнату с деревянным кессонным потолком и рядом окон на правой стене, а торцовая стена в 1447 году была расписана фресками Андреа дель Кастаньо.

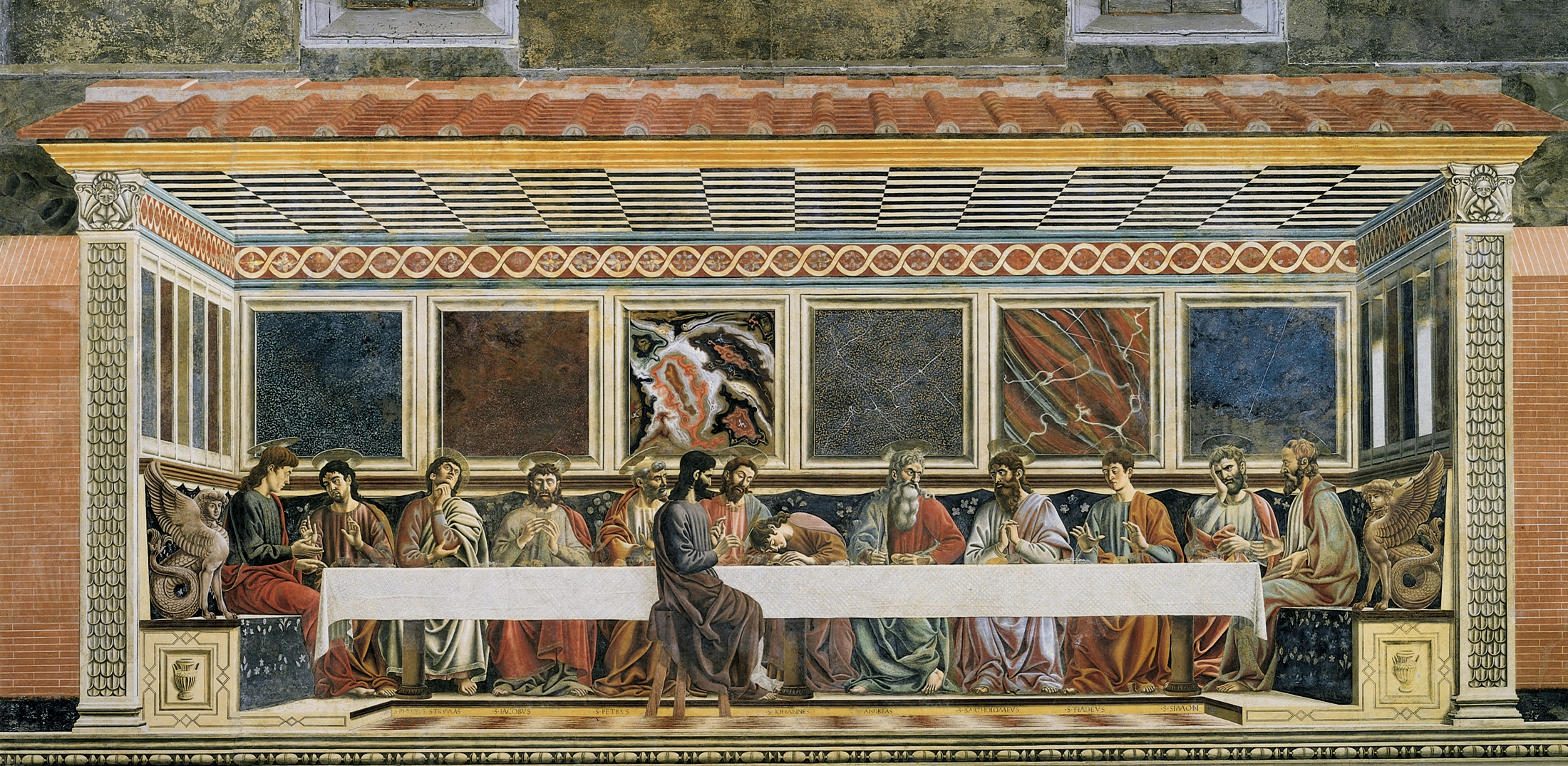
Андреа дель Кастаньо. Тайная вечеря. 1447. Фреска. Трапезная монастыря

Из-за уединения монахинь росписи трапезной долгое время не были известны. Лишь после закрытия монастыря наполеоновскими декретами 1808 года были обнаружены его сокровища. В 1824 году монастырь был воссоздан, а в 1863 году ограничен, часть построек использовалась в основном в военных целях, с сокращением помещений, предназначенных для монахинь. В следующем году оккупация была распространена и на церковь в соответствии с законом об экспроприации по соображениям общественной пользы. В 1866 году монастырь был объявлен государственной собственностью и, как в период пребывания Флоренции столицей (1865—1871), так и в последующие десятилетия использовался для размещения складов, лабораторий и контор Управления складов военного ведомства.

## Архитектура
Комплекс построек монастыря Сант-Аполлониа фигурирует в списке, составленном в 1901 году Главным управлением древностей и изящных искусств, как монументальные здания, считающиеся национальным художественным наследием.
Помимо бывшей трапезной монастыря с фреской «Тайная вечеря», превращённой в 1891 году в музей, большой комплекс в настоящее время включает в себя различные залы, которые используются Министерством обороны, а другие переданы Флорентийскому университету, который, в свою очередь, частично сдаёт помещения в аренду Комиссии по кинематографии Тосканы.
На улице Сан-Галло сохранился древний вход в монастырскую церковь (ныне используемую в качестве конференц-зала), восходящий к рисунку Микеланджело, в том числе потому, что в этом монастыре жила одна из его внучек. Эта гипотеза была тщательно изучена, теперь она стала в значительной степени окончательной, а разработку проекта приписывают Джованни Антонио Дозио, учитывая, что в некоторых архивных документах, касающихся его деятельности, имеется запись: «Реставрация двери Микеланджело церкви Санта-Аполлониа, находившейся в полном упадке».
Бывшая церковь имеет единственный зал с колоннадой, поддерживающей хор. На деревянном кессонном потолке с резьбой и позолотой имеется большой герб монастыря. Пресвитерий имеет четырёхугольную апсиду, украшенную фресками Бернардино Поччетти. Тот же художник также написал «Тайную вечерю» (1611) в дормитории монахинь, дополненную по сторонам двумя люнетами работы Фабрицио Боски (1613).

## Музей
Большое здание, известное как «монастырь игуменьи», построенное в 1442 году, имеет два этажа, с колоннадой ионического ордера с трёх сторон и небольшими колоннами на верхнем этаже. Здесь находился люнет работы Андреа дель Кастаньо с образом «Христа Скорбящего» (Cristo in pietà), поддерживаемого двумя ангелами (1447—1448), который теперь выставлен в трапезной. Второе здание, называемое «дель Силенцио», меньше по размеру, третье называется «дель Новициат».
Из монастыря игуменьи открывается доступ в зал с фресками, возможно, прежде зал капитула. В небольшом музее также представлены другие фрески, в том числе перенесённые из бывшего монастыря и Оспедале Санта-Мария-Нуова работы Кастаньо, Нери ди Бичи, Паоло Скьяво и Раффаэлло да Монтелупо. В трапезной помимо «Тайной вечери» находятся остатки фресок из церкви Сант-Эджидио работы художников раннего флорентийского Возрождения: Доменико Венециано, Алессио Бальдовинетти и Пьеро делла Франческа, утраченные во время реконструкции церкви шестнадцатого века. На южной стене помещено Распятие, которое приписывается Баччо да Монтелупо.
Среди произведений других авторов — «Пьета» и «Распятие с синопией» Паоло Скьяво, «Мадонна с Младенцем и святыми», «Коронование Девы Марии» Нери ди Бичи, скиния флорентийской школы (ок. 1470).

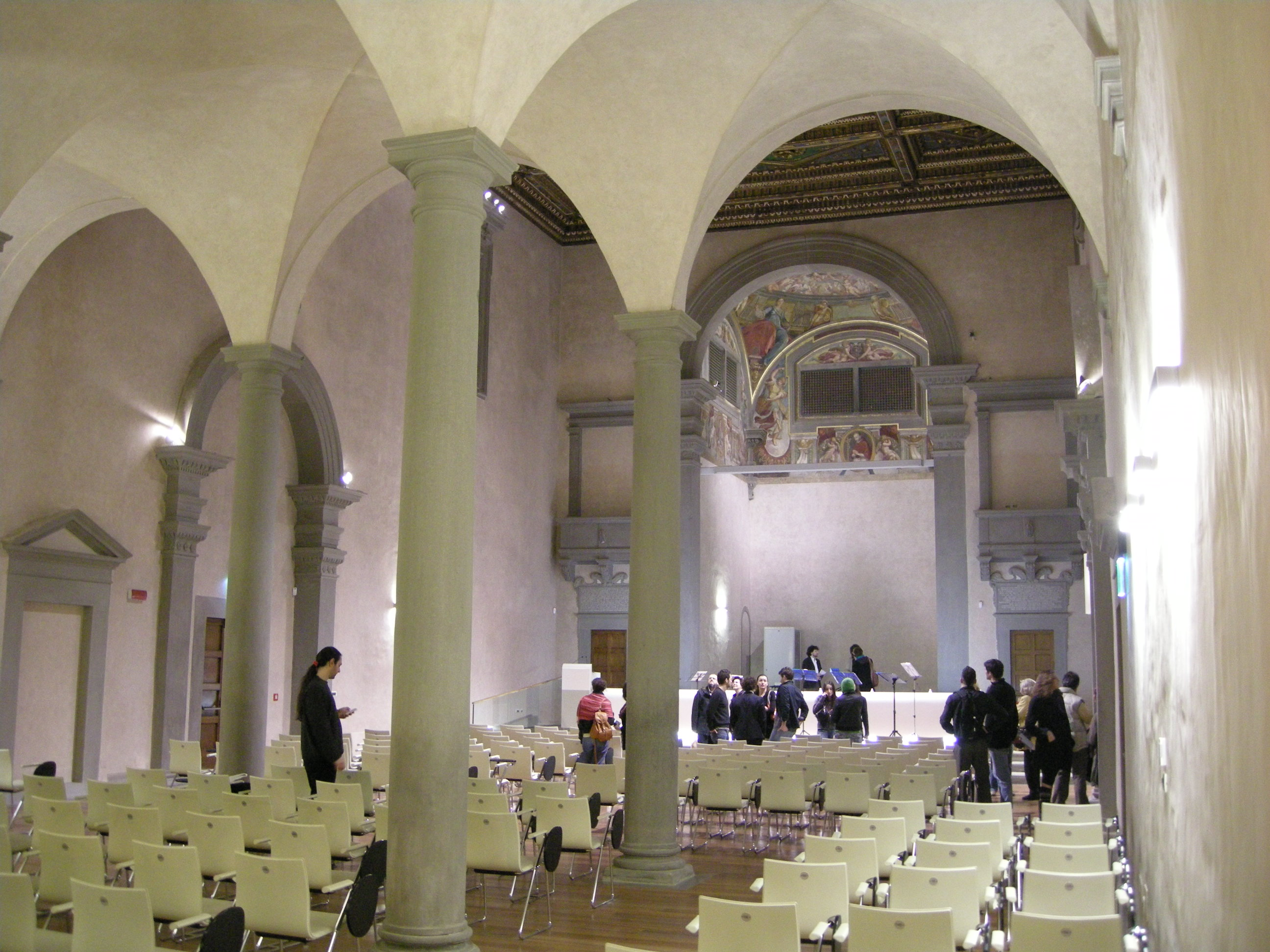
Интерьер бывшей церкви
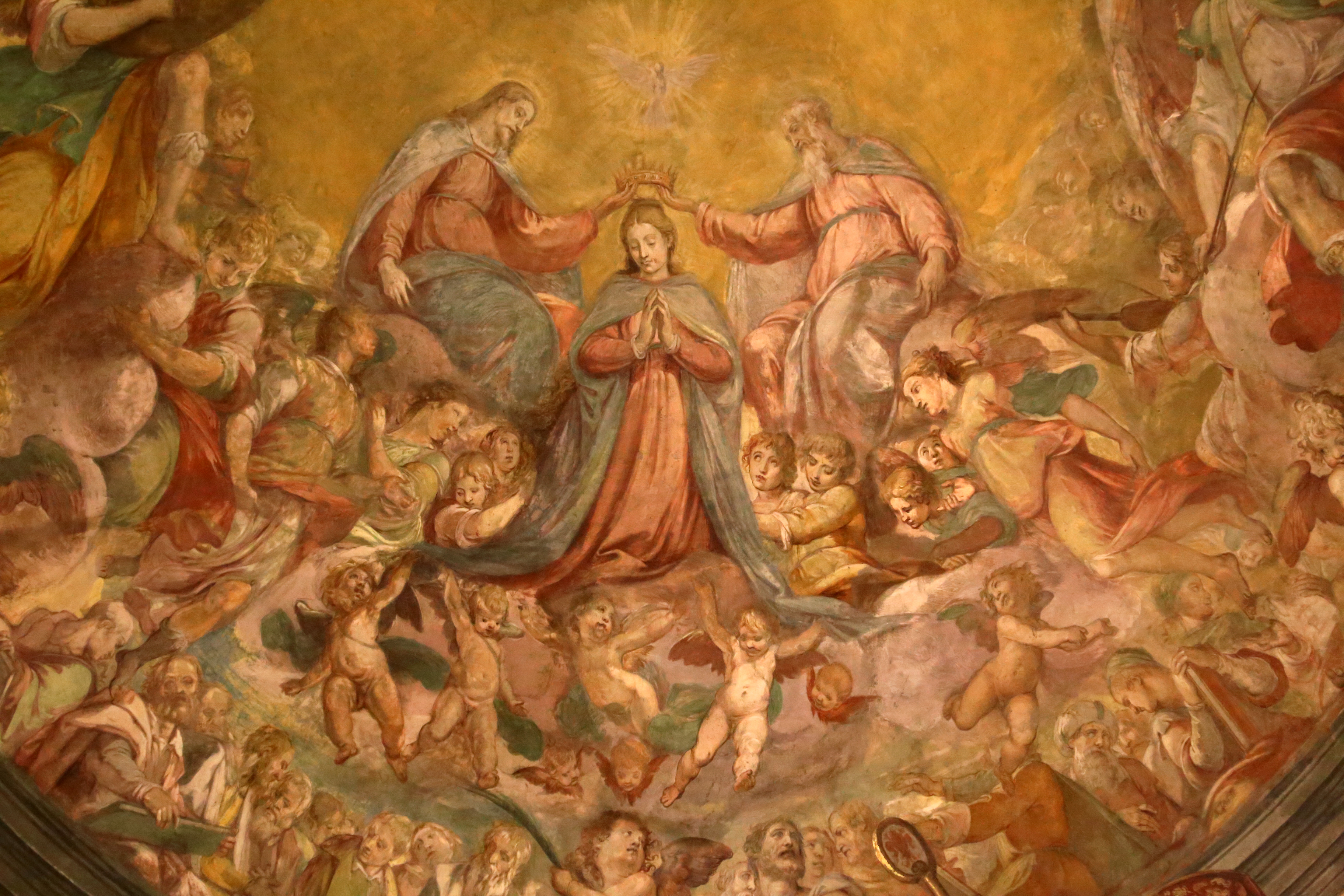
Б. Поччетти. Коронование Девы Марии. Фреска купола апсиды. 1611
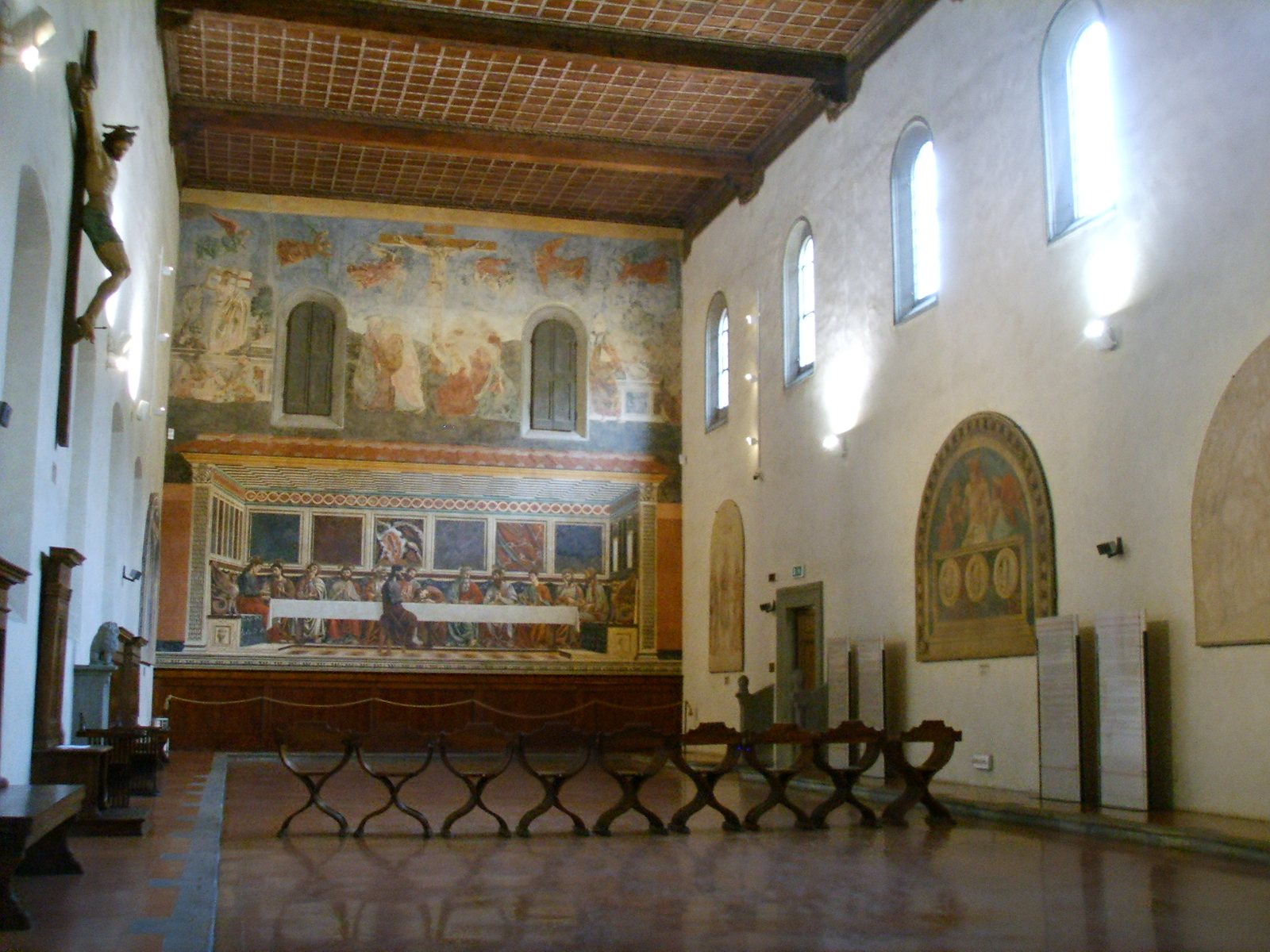
Трапезная бывшего монастыря
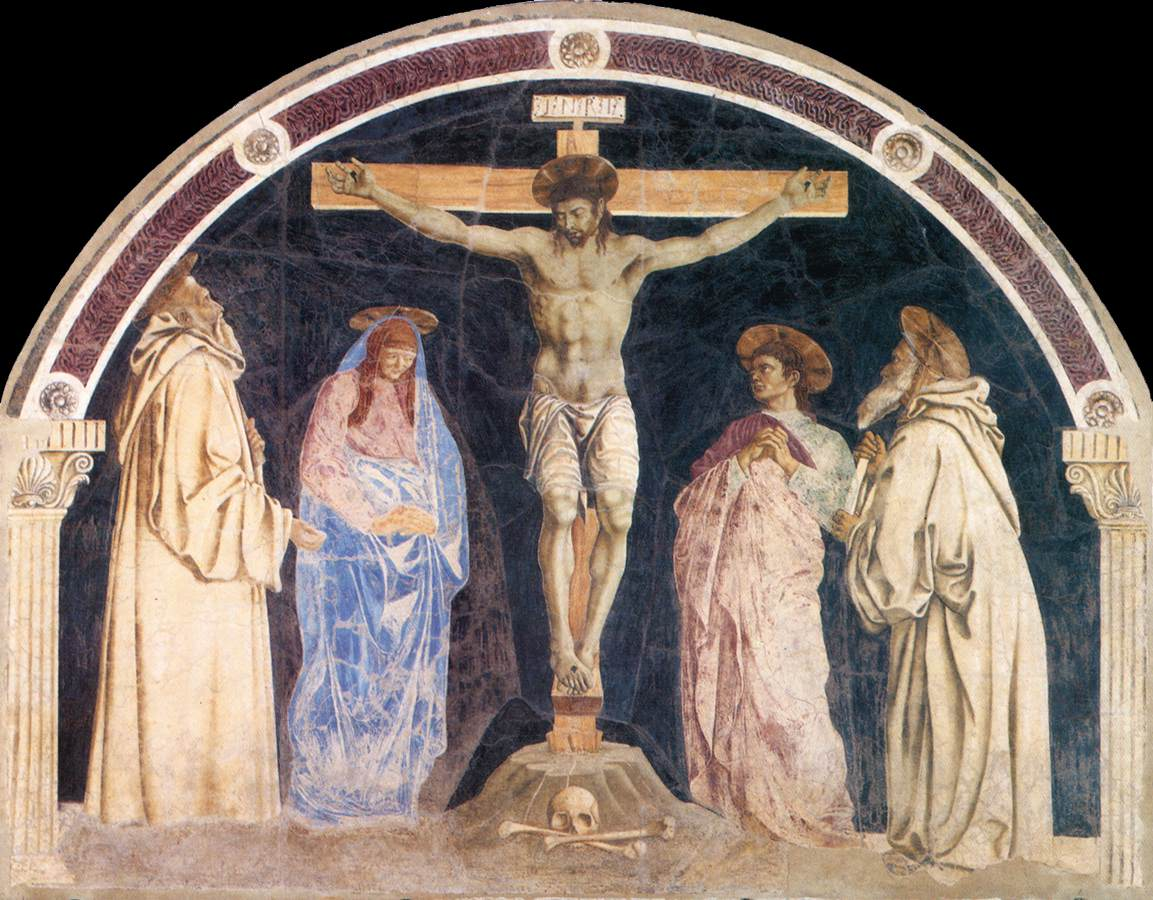
Андреа дель Кастаньо. Распятие. Ок. 1455. Фреска
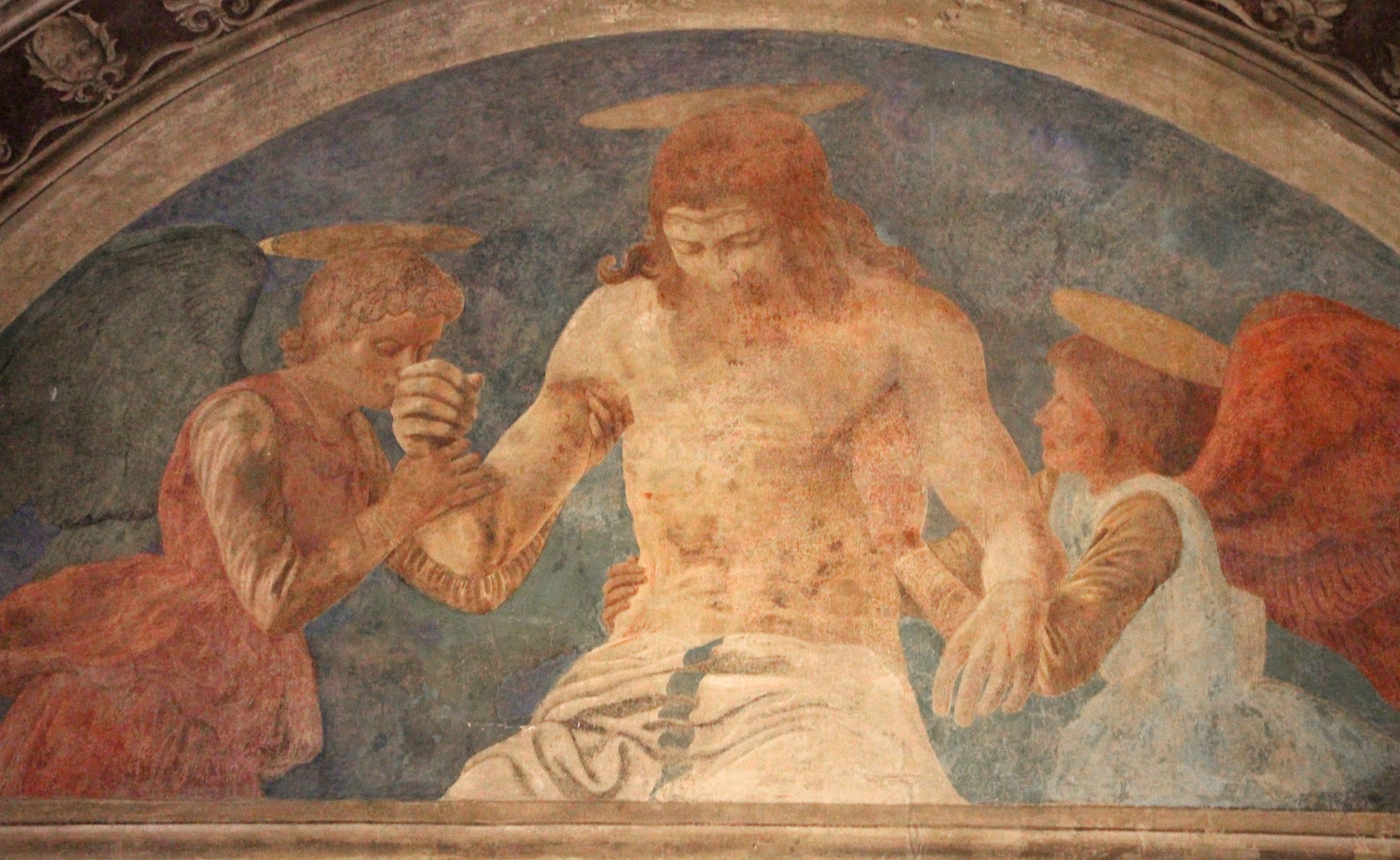
Aндреа дель Кастаньо. Христос Скорбящий. 1447—1448. Фреска
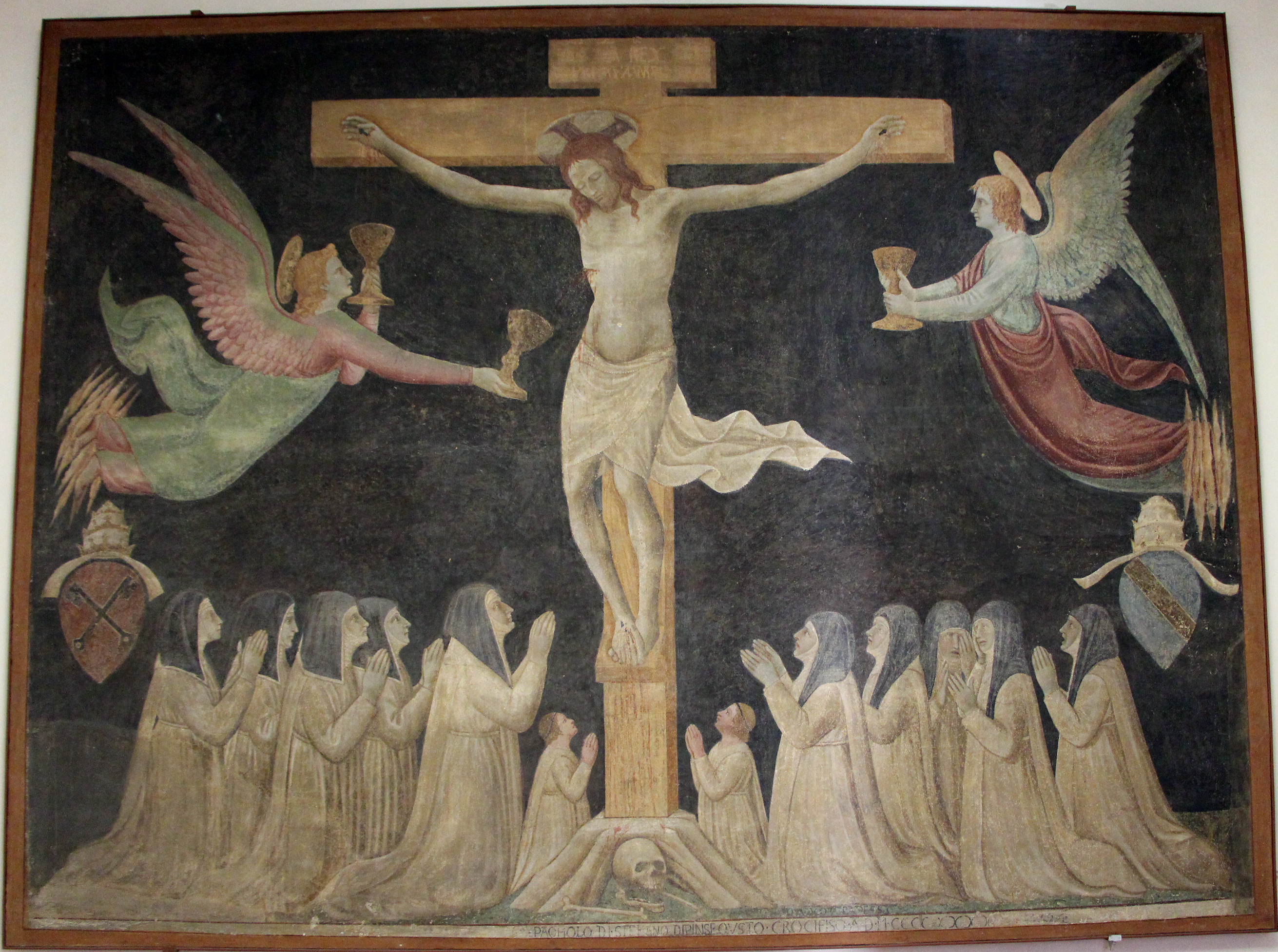
П. Скьяво. Распятие. 1447—1449. Трапезная
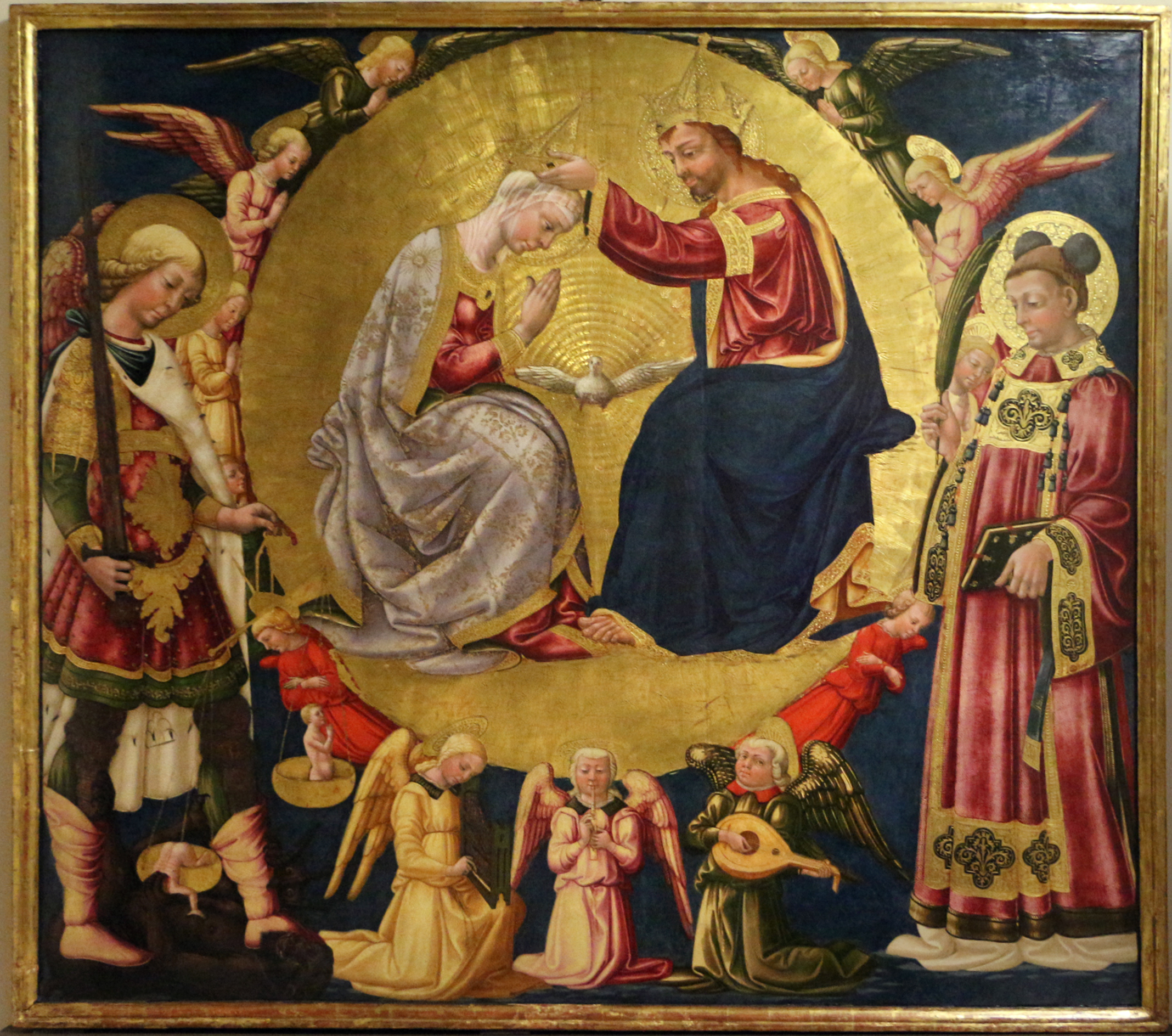
Нери ди Бичи. Коронование Девы Марии. 1473
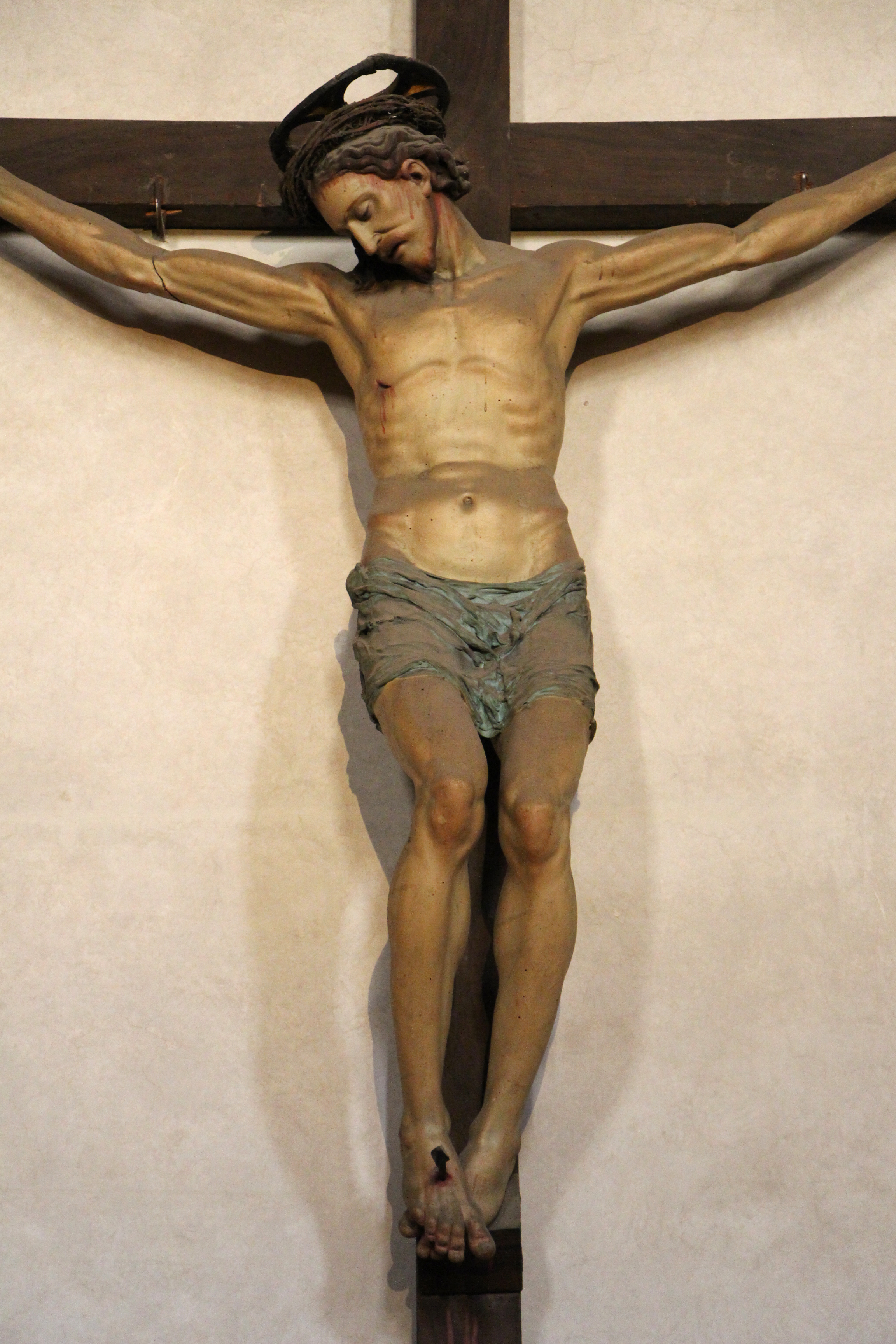
Раффаэлло да Монтелупо. Распятие. 1537—1540
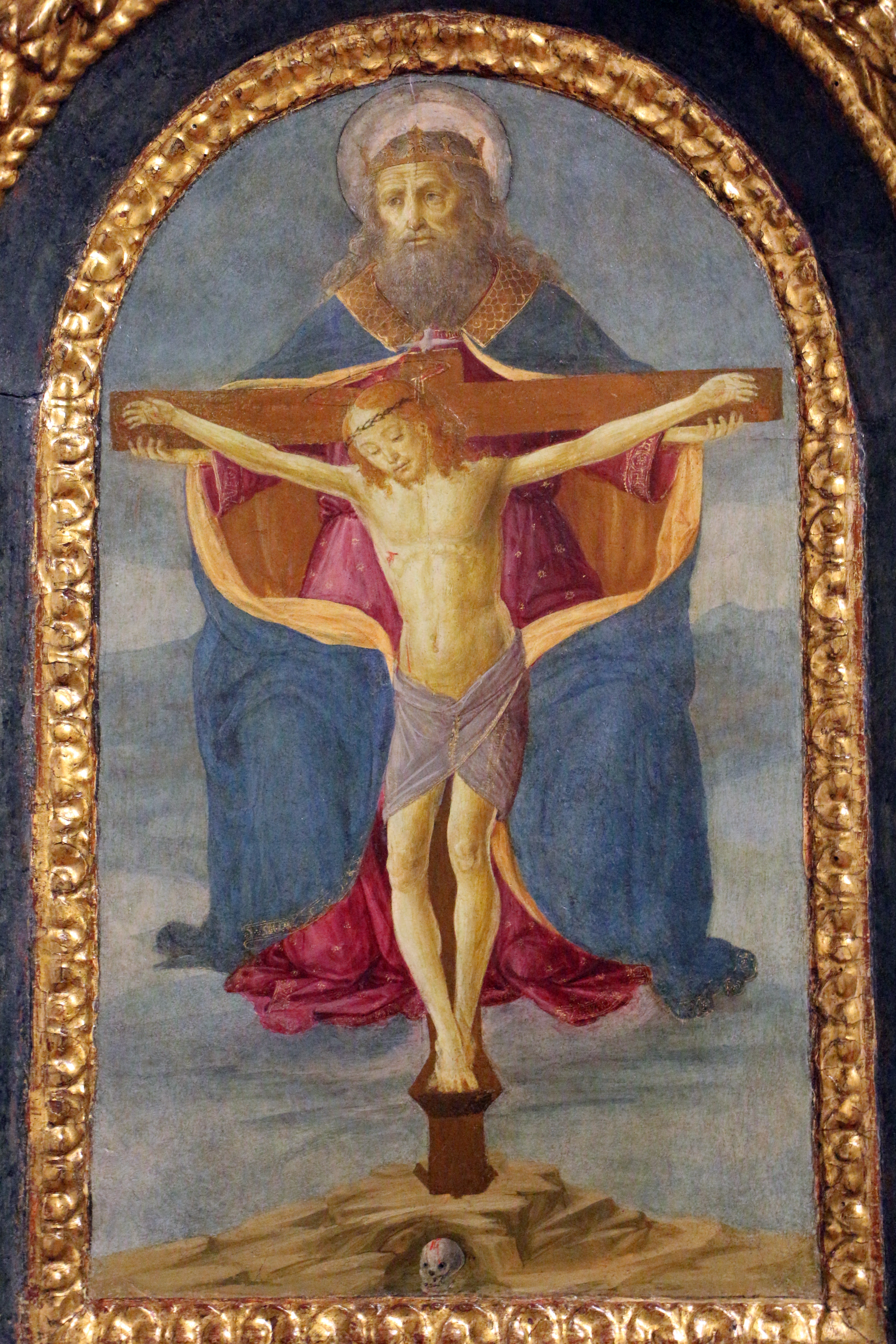
Флорентийский художник. Пресвятая Троица. Ок. 1470